# Peter Babnič
Peter Babnič (ur. 30 kwietnia 1977 w Breźnie) – słowacki piłkarz występujący na pozycji pomocnika.

## Życiorys
Jest wychowankiem słowackiego MŠK Brezno, skąd tafił do Dukli Bańska Bystrzyca. Rozgrywając tam sezon 1995/1996 oraz 1996/1997 przeniósł się na długie lata do Interu Bratysława. W przeciągu prawie pięciu lat, Babnič, zdobył z nią podwójną koronę: wygrał ligę (sezony 1999/2000 i 2000/2001) oraz puchar krajowy (sezony 1999/2000 i 2000/2001).
W 2001 roku został zawodnikiem Sparty Praga, z którą mógł się cieszyć mistrzostwem kraju (sezon 2002/2003). W przerwie zimowej sezonu 2002/2003, pozyskała go drużyna FK Zlín. Następnie bronił barw Sigmy Ołomuniec, a także MFK SCP Ružomberok.
Z drużyną Dyskobolii Grodzisk Wielkopolski związał się 11 lipca 2007 roku. Słowak pozostawił po sobie niezłe wrażenie w dwóch spotkaniach kontrolnych Dyskobolii. Bardzo dobrze spisał się zwłaszcza w wygranym 2-1 meczu z Dynamem Kijów, w którym strzelił zwycięską bramkę. Swój pierwszy mecz rozegrał 5 sierpnia w meczu z Jagiellonią Białystok (wygrany 3-1). Również w tym spotkaniu zdobył debiutanckie trafienie.
Po zakończeniu sezonu 2007/2008 rozstał się z drużyną Dyskobolii. Nowym pracodawcą Petera Babniča został słowacki klub, FC Senec. Następnie został zawodnikiem SV Haitzendorf.

## Sukcesy
- Mistrzostwo Słowacji: 1999/2000, 2000/2001 z Interem Bratysława.
- Puchar Słowacji: 1999/2000, 2000/2001 z Interem Bratysława.
- Mistrzostwo Czech: 2002/2003 ze Spartą Praga.
- Puchar Ekstraklasy: 2007/2008 z Dyskobolą Grodzisk Wielkopolski